# سرجو گارونه
سرجو گارونه (ایتالیایی: Sergio Garrone؛ ‏ ۱۵ آوریل ۱۹۲۵ – ۱۲ ژوئیهٔ ۲۰۲۳) کارگردان فیلم، فیلم‌نامه‌نویس و تهیه‌کننده فیلم اهل ایتالیا و برادر ریکاردو گارونه بازیگر ایتالیایی بود. وی بیشتر در زمینه فیلم‌های وسترن اسپاگتی فعالیت داشت و با نام هنری «ویلی اس. ریگان» کار می‌کرد.
از فیلم‌هایی که وی در آن‌ها نقش داشته است، می‌توان به آن روز نفرین‌شدهٔ تسویه‌حساب، بن و چارلی، بداندیشی شهوانی، اردوگاه آزمایش‌های انسانی اس‌اس، مرگ دوبار در می‌زند و کمندی برای جانگو اشاره نمود.